# Ashley Johnson
Ashley Suzanne Johnson (født 9. august 1983) er en amerikansk skuespiller, sanger og tegnefilmsdubber.

## Filmografi
| År   | Titel                  | Rolle(r)        |
| ---- | ---------------------- | --------------- |
| 1990 | Lion the streetfighter | Nicole Gaultier |
| 1995 | Ni måneder             | Shannon Dwyer   |
| 2000 | What Women Want        | Alex Marshall   |

### Tv-serier
| År        | Titel                  | Rolle                     |
| --------- | ---------------------- | ------------------------- |
| 2008–2012 | Ben 10: Alien Force    | Gwendolyn "Gwen" Tennyson |
| 2010–2012 | Ben 10: Ultimate Alien | Gwendolyn "Gwen" Tennyson |
| 2012–2014 | Ben 10: Omniverse      | Gwendolyn "Gwen" Tennyson |
| 2015–nu   | Blindspot              | Patterson                 |

- Blindspot (2015 - nu)